# Адаптаційне моделювання
Адаптаці́йне моделюва́ння — моделювання, коли для отримання моделі використовувати дані одразу ж без їхнього накопичення.
Це важливо, по-перше, у випадку отримання і обробки великої кількості даних і, по-друге, що головніше, модель можна використовувати в процесі її отримання. Цей випадок найбільш яскраво виявляється в умовах безперервного використання результатів спостереження за процесом для покращення моделі.
Частково ця ідея відбивається в схемах так званого «поточного» аналізу, який полягає у тому, що регресійну модель на кожному черговому кроці спостереження отримують заново зрушенням використаного масиву даних на один номер і розташуванням на звільненому місті результату нових спостережень. У цьому випадку повністю зберігається схема регресійного аналізу, яка доповнюється тільки ідеєю перерахунку моделі. Адаптаційний метод дає змогу перераховувати модель за даними одного-єдиного, останнього спостереження. Метод дає добрі результати для лінійних моделей.
Адаптаційний метод належить до «пасивних», тому всі методичні вказівки про збір даних повністю відносяться до цього методу. Однак цей метод можна використовувати також і при активній зміні вхідних факторів.